# Franz Gruber (Politiker, 1888)
Franz Gruber (* 10. März 1888 in Steinakirchen am Forst; † 2. März 1949) war ein österreichischer Politiker (SPÖ) und Werkmeister. Gruber  war von 1945 bis 1949 Abgeordneter zum Landtag von Niederösterreich.

## Leben
Gruber absolvierte eine Lehre als Maschinenschlosser und wurde wegen seines politischen Engagements verhaftet. Er arbeitete in der Folge in Deutschland und Südamerika und trat in Argentinien in die Armee ein. Er stieg zum Oberleutnant auf und kämpfte während des Ersten Weltkriegs von 1914 bis 1917 auf Seiten Österreichs. Er engagierte sich in der Sozialdemokratischen Arbeiterpartei und war von 1927 bis 1933 Bezirksparteisekretär sowie von 1929 bis 1933 Bürgermeister von Mauer bei Amstetten. 1934 wurde er nach dem Ausbruch des Österreichischen Bürgerkriegs verhaftet, auch später war er mehrfach aus politischen Gründen inhaftiert. 1945 wurde er in das KZ Mauthausen verschleppt. 
Gruber war 1945 kurze Zeit Bezirkshauptmann von Amstetten und wurde am 12. Dezember 1945 als Abgeordneter zum Niederösterreichischen Landtag angelobt. Am 13. Juli 1946 wurde er von der sowjetischen Besatzungsmacht zusammen mit seiner Tochter verhaftet und in der Folge mit ihr wegen Spionage zu 10 Jahren Haft verurteilt. Gruber verstarb in Haft an den Folgen einer Gallenblasenoperation, während seine Tochter 1953 aus der Haft entlassen wurde. Grubers Mandat wurde trotz seiner Abwesenheit bis zum Ablauf der Gesetzgebungsperiode nicht weitervergeben. 